# The Little Vampire (televisieserie)
The Little Vampire is een kinderserie uit 1985 in coproductie tussen het Duitse Polyphon Film- und Fernsehgesellschaft en het Canadese Norflicks Productions Ltd.. De reeks is gebaseerd op de boekenreeks Der kleine Vampir van de Duitse auteur Angela Sommer-Bodenburg.

## Synopsis
Anton Bohnsack is een jongen van tien die op een avond een zekere Rüdiger in zijn slaapkamer aantreft. Rüdiger, die even oud als Anton lijkt, beweert een 146 jaar oude vampier te zijn. Rüdiger verklaart dat een vampier zijn leeftijd kan kiezen op het ogenblik hij muteert van mens. Hij en zijn zus Anna hebben gekozen voor hun kinderjaren omdat Anna schrik had dat ze geen tanden meer zou hebben als ze een oudere leeftijd had gekozen.
Anton en Rüdiger worden vrienden, maar kunnen elkaar enkel 's nachts ontmoeten. Ze brengen hun tijd in eerste instantie door met te vliegen. Het vliegen blijkt geen gave te zijn van de vampier, maar is mogelijk dankzij stinkend 'vliegpoeder'. Wanneer vliegpoeder op een stof wordt gestrooid, zal die stof zweven en alles meenemen dat het draagt. De vampiers dragen vampiermantels waarop zij het vliegpoeder strooien. Daarop zal de mantel zweven en neemt de drager met zich mee. Ook Anton kan dus vliegen als hij vliegpoeder strooit op zijn kledij, maar omwille van veiligheidsredenen is het aangeraden om dit enkel op een vampiermantel te gebruiken.
Anton mag niemand zeggen dat vampieren bestaan, maar schrijft dit toch in een brief aan zijn voormalige vriend Teddy die onlangs is verhuisd. Teddy interpreteert de brieven als zijnde verhalen verzonnen door Anton.
Het grootste gevaar voor Anton is dat de andere vampiers niet mogen weten dat hij een mens is. Daarnaast moeten de vampieren oppassen voor vampierjagers zoals Johann Geiermeier, de klusjesman van de begraafplaats. Geiermeier is de vampierenfamilie op het spoor en staat op het punt hen uit te roeien. Dankzij Anton kunnen de vampieren ontsnappen.

## Afleveringen

### 1. Nächtlicher Besuch(Nachtelijk bezoek)
De kleine vampier Rüdiger verveelt zich en op aanraden van zijn oom Theodor trekt hij naar de stad. Daar ziet hij Anton in een sporthal. Hij wordt net opgehaald door zijn moeder Helga en zegt dat hij zich verveelt sinds Teddy is verhuisd. Rüdiger achtervolgt Anton en komt zo te weten waar hij woont. 's Nachts klopt Rüdiger aan het slaapkamerraam. Anton heeft zulke schrik dat hij uit paniek zijn kamer ondersteboven zet. Dit wordt gehoord door de kinderoppas (zijn ouders Helga en Robert zijn naar een feestje), maar Rüdiger kan zich voor haar verbergen. De vrees gaat over en Rüdiger en Anton worden al snel vrienden. Anton schrijft een brief naar Teddy over deze gebeurtenis, maar Teddy aanziet dit als een verzonnen verhaal. Op het einde van de aflevering arriveert Johann Geiermeier met het vliegtuig. Hij is de nieuwe klusjesman en grafdelver van het kerkhof, alsook vampierenjager.

### 2. Fliegen will gelernt sein(Je zal leren vliegen)
Omdat Antons ouders naar een feestje moeten, heeft hij met Rüdiger terug afgesproken. Echter heeft Helga die dag haar voet verstuikt en blijft ze noodgedwongen in bed. Rüdiger heeft een verrassing: hij gaat Anton leren vliegen. Anton heeft eerst schrik dat Rüdiger hem zal muteren in een vampier, maar Rüdiger stelt hem gerust. Door gebruik te maken van een vampierenmantel en een stinkend "vliegpoeder" kan iedereen vliegen. Ze oefenen in de kamer, maar daarbij stoot Anton nogal wat spullen om. Helga komt een kijkje nemen, maar Rüdiger kan zich tijdig verstoppen. Helga vindt wel de vreemde stinkende mantel waarop Anton bekent dat deze van een vriend is die eerder op de dag langskwam en deze is vergeten. Vampierenjager Johann Geiermeier trekt in zijn huis. Terwijl hij daar op de tuba speelt, wordt hij nauw in het oog gehouden door oom Theodor.

### 3. Bei Schlottersteins(Bij de Schlottersteins)
's Ochtends vertelt oom Theodor dat de nieuwe grafdelver met honderd procent zekerheid een Geiermeier is. Hij gedraagt zich als een Geiermeier, kleedt zich zo, ruikt zo... en stelt zich ook zo voor. Die avond moeten de ouders van Anton weer weg. Omdat zijn gebruikelijke oppas evenmin kan, stuurt zij haar dertienjarige dochter Effie. Rüdiger brengt Effie aan het schrikken waardoor zij wegvlucht. Rüdiger neemt Anton mee naar hun crypte. Onderweg kunnen ze nipt ontsnappen aan Geiermeier. Eenmaal in de crypte ontwaakt tante Dorothee. Anton kan zich nog snel in de doodskist van Rüdiger verstoppen, maar Dorothee ruikt desondanks mensenvlees en verdenkt Rüdiger ervan dat er een levende ziel in zijn kist zit. Rüdiger kan echter tante Dorothee afleiden waardoor Anton kan vluchten. Helga ziet dat de stinkende mantel nog steeds in Antons kamer ligt en neemt deze mee.

### 4. Vampirumhänge wäscht man nicht(Vampiermantels wast men niet)
Tegen de volgende dag heeft Helga de vampierenmantel gewassen. Ze vraagt Anton om deze terug te brengen en om Rüdiger uit te nodigen voor een feestje. Op het kerkhof tracht Anton te vliegen, wat hem niet lukt. Zijn klasgenoot Udo is hiervan getuige en tracht te achterhalen wat Anton nu aan het doen is. Ze worden plots verrast door Geiermeier die onmiddellijk ziet dat het een echte vampierenmantel is. Hij ondervraagt Anton en Udo over de mantel. Na het verhoor kan Udo de mantel meesmokkelen naar zijn huis. 's Avonds gaat Anton naar Rüdiger. Rüdiger is boos omdat de mantel weg is, maar anderzijds werkt deze niet omdat de wasmachine al het 'vliegpoeder' heeft verwijderd. Dit 'vliegpoeder' is iets dat enkel door vampiers wordt gemaakt. Rüdiger gaat naar een fuif waar zijn neef Lumpi, eveneens vampier, leadzanger is van de optredende punkgroep.

### 5. Annas Trick(De truc van Anna)
Geiermeier zit aan zijn bureau en werkt aan zijn familiekroniek. Daar beschrijft hij de talloze vermommingen die hij heeft geprobeerd om vampiers te vinden. Toen kwam hij op het schitterende idee om grafdelver te worden. Terzelfder tijd arriveert Rüdiger bij Anton. Hij heeft zijn zus Anna ook meegebracht die zal helpen om de vampiermantel terug in bezit te krijgen omdat hijzelf weg moet. Anna wordt in een oogopslag verliefd op Anton. Anton belt bij Udo aan en houdt hem aan het lijntje. Anna glipt het huis binnen en vindt de vampiermantel. Wanneer Anton terug thuis is, is Anna ook al op zijn kamer. Ze strooit 'vliegpoeder' over de mantel. Wanneer Helga in aantocht is, verstopt Anna zich onder bed. Anton moffelt de mantel weg, waarbij het vliegpoeder op de beddenlakens belandt. Nadat Helga de kamer verlaat, stijgen de beddenlakens, met daarop Anton, op. Dankzij Anna geraakt hij terug veilig op de grond. Beiden gaan naar de crypte om Rüdiger te zeggen dat de mantel terug in Antons bezit is. Anton is ietwat teleurgesteld als blijkt dat Rüdiger met Lumpi gezelschapsspelletjes speelt en hij niet werd uitgenodigd. Plots betreden tante Dorothee en oom Theodor de crypte. Anton verbergt zich terug in de kist van Rüdiger. Wanneer zij eindelijk weg zijn, vindt Anna in de kist een bewusteloze Anton. Ze dient mond-op-mondbeademing uit te voeren om hem terug bij bewustzijn te krijgen. 's Nachts wordt Helga wakker en vindt Anton naast de wasmachine. In de wasmachine zitten zijn beddenlakens.

### 6. Rüdiger in Jeans(Rüdiger in Jeans)
Het is bijna de dag waarop Rüdiger en Anna zijn uitgenodigd om bij Anton op bezoek te gaan. Eén probleem: Rüdiger en Anna kunnen niet in hun vampierkledij gaan. Anton vindt voor Rüdiger al snel een oplossing: hij geeft hem een van zijn jeansbroeken en een hemd. Anna herinnert zich een mooie jurk die ze zag in het huis van Udo toen ze de mantel ging terughalen. Ze vliegt naar Udo's huis en steelt de jurk. Geiermeier vindt in de bibliotheek een zeldzaam document over vampieren en indianen. Omdat het betreffende boek niet wordt uitgeleend, steelt hij dit. Hij loopt echter tegen de lamp en wordt opgepakt door de politie. Rüdiger en Anna maken zich in de crypte gereed om naar het feestje te gaan, maar merken niet op dat hun tante Dorothee hen overhoort.

### 7. Tee mit Überraschungen(Thee met verrassingen)
Helga maakt zich zorgen over de genodigden van het feestje. Rüdiger en Anna werden verwacht om 16:00 en het is al bijna 16:30. Anton tracht Helga duidelijk te maken dat zij pas in de vroege vooravond komen. Omstreeks 20:00 uur arriveren Rüdiger en Anna. Ze dragen mensenkledij en hebben schmink op om te verbergen dat ze vampiers zijn. Het ganse feestje wordt echter nauwlettend in de gaten gehouden door tante Dorothee, oom Theodor en Lumpi. Zo zien ze dat Anna melk drinkt en Rüdiger kippenvlees eet. Zelfs Lumpi is geschokt dat Rüdiger het gebruikelijke menseneten eet. Toevallig merkt Anton de bespieders op en brengt Anna en Rüdiger op de hoogte. Rüdiger vreest dat ze zullen worden verbannen en beslissen om zo snel mogelijk terug naar de crypte te gaan. Robert, Antons vader, staat erop om de kinderen met de wagen naar huis te brengen. Op aanwijzingen van Rüdiger zet hij hen af aan een huis waar ze aanbellen en binnenrennen. Zodra Robert vertrekt, vluchten Anna en Rüdiger terug het huis uit op weg naar de crypte. Ze lopen onderweg rechtstreeks in de armen van Geiermeier die hen onmiddellijk als vampiers herkent. Hij neemt hen mee, maar gelukkig worden ze nog altijd bespied door Dorothee, Theodor en Lumpi die hen redden.

### 8. Rüdiger in Not(Rüdiger in nood)
Eenmaal in de crypte start het verhoor: contact met mensen is in principe strikt verboden alsook het consumeren van "menseneten". Anna wordt vrijgesteld van een straf omdat ze sowieso bloed verafschuwt en enkel melk drinkt. Rüdiger wordt wel verbannen. Hij krijgt vliegverbod en moet zijn mantel afgeven. Daarnaast moet hij elders gaan wonen en neemt bijgevolg zijn intrek in de kelder van Antons huis. Daar vraagt hij de mantel terug die nog in het bezit is van Anton en waar nog vliegpoeder op hangt sinds hun laatste uitstap. Met deze mantel kan Rüdiger vliegen naar een verre plaats waar niemand hem kent. Tijdens hun gesprek is Effie echter in Antons kamer beland. Ze vindt de mantel en neemt hem mee. Anton merkt een paar minuten later de diefstal en weet dat Effie de dader is. Hij gaat naar haar huis en vindt de mantel in de wasmachine. Hierdoor kan Rüdiger niet vluchten.

### 9. Unruhe im Keller(Onrust in de kelder)
Rüdiger verbergt zich nog steeds in de kelder bij Anton waar hij regelmatig bezoek krijgt van Anna. Zij vertelt dat de vampierenfamilie twijfelt of ze wel de juiste beslissing hebben genomen. Anna nodigt Anton uit om samen naar het Grote Vampierenfeest te gaan dat weldra plaatsvindt. Ze is teleurgesteld wanneer blijkt dan Rüdiger hem al had uitgenodigd en Anton heeft toegezegd. Ondertussen roept Geiermeier op de begraafplaats een speech af voor de vampiers. Hij belooft hun een eerlijk proces in Transsylvanië. Hij vertelt ook dat hij iets van plan is waar geen enkele vampier tegen bestand is. Geiermeier wordt echter opgepakt door de politie en krankzinnig bevonden. Hij kan echter al snel ontsnappen, maar moet zich nu verschuilen. Anna brengt stiekem vliegpoeder naar Rüdiger. Helga gaat naar Antons kamer om te zeggen dat hij zijn vader moet helpen in de kelder. Anton loopt zijn kamer uit om als eerste in de kelder te zijn. Daar vindt hij een krant met een foto van hem en Teddy verkleed als vampiers. Rüdiger verneemt dat Teddy nu in Hamelen woont en vliegt naar daar. Teddy is net een brief aan het schrijven voor Anton. Rüdiger steelt deze en bezorgt hem aan Anton. Anton verneemt op het nieuws dat het oude kerkhof wordt opgeruimd. Dit wil ook zeggen dat de woonst van de vampiers in gevaar komt. Anton gaat naar zijn kamer en maakt de brief van Teddy af met de vermelding dat alles wat hij tot nu toe heeft geschreven wel degelijk de waarheid is. Daarop verstuurt hij de brief.

### 10. Das große Fest der Vampire(Het grote vampierenfeest)
Anton licht Rüdiger in over de afbraak van de oude begraafplaats en dat ze actie moeten ondernemen zodat deze blijft bestaan. Rüdiger wil nog geen actie ondernemen: het is vandaag het Grote Vampierfeest waar de fouten van vampiers worden vergeven. Anna zal dadelijk zijn mantel terugbrengen omdat zijn vliegverbod al werd opgeheven. Anton zelf is ook verkleed als vampier omdat hij via Rüdiger is uitgenodigd. Net voor vertrek staat Udo plots aan hun huis. Hij is ook verkleed als vampier en heeft een eigen "vampiermantel" genaaid. Hij wil nu met Rüdiger en Anton naar de begraafplaats om te leren vliegen. Echter wordt Udo door de politie opgepakt terwijl Rüdiger en Anton kunnen ontsnappen. Zij vliegen naar het vampierenfeest dat doorgaat in ondergrondse grotten. Rüdiger stelt Anton voor als "Thor de Verschrikkelijke". Hij leert Dorothee en Theodor beter kennen, maar krijgt onverwacht van hen de vraag waar hij leeft. Hierop antwoordt hij onbedacht: "Daar waar ik mijn mantel laat vallen." Hieruit leidt Dorothee af dat Thor een zigeunervampier is, waarvoor zij veel bewondering heeft. Nu blijkt dat Theodor ook de koning is van de vampieren en Dorothee daardoor ook veel macht heeft. Rüdiger vertelt Anton dat ook hij een bijnaam heeft: Rüdiger de Verdelger.

### 11. Geiermeier ist überall(Geiermeier is overal)
Het feest is nog steeds bezig. Door een val is Anton zijn make-up gedeeltelijk verdwenen. Daarom dient hij zo snel mogelijk te verdwijnen. Het is echter ongebruikelijk dat men het feest vroegtijdig verlaat. Daarom maakt Rüdiger zijn tante wijs dat Thor zijn viool gaat halen om voor haar een lied te spelen. In de ondergrondse gangen vinden ze Geiermeier, ook verkleed als vampier. Hij is op de vlucht voor de politie. Hij komt van het vampierenfeest waar hij een vampierenmantel heeft gestolen zodat hij kan bewijzen dat dergelijke mantels en vampieren wel degelijk bestaan. Om Anton te redden, is men ook genoodzaakt om Geiermeier mee te nemen. Eenmaal buiten vlucht Anton. Rüdiger en Anna kunnen de mantel van Geiermeier ontfutselen, niet wetende dat hij ook nog een tweede mantel heeft gestolen.

### 12. Transportprobleme(Transportproblemen)
Rüdiger verblijft nog steeds in de kelder van Anton. Anton brengt hem het nieuws dat de afbraakwerken zijn begonnen en dat de vampierenfamilie dus in groot gevaar is. Omdat het dag is, kan Rüdiger zijn familie niet helpen en moet Anton wel de crypte betreden. Eenmaal in de crypte moet Anton bekennen dat hij niet vampier "Thor de Verschrikkelijke" is, maar wel een gewoon mensenkind. Theodor wil hem vermoorden, maar Anna kan hem overtuigen om toch te luisteren. Anton doet zijn verhaal en krijgt van Theodor de opdracht om een boot te huren zodat ze 's avonds kunnen ontsnappen. In ruil krijgt hij goud. Anton vindt enkele matrozen die de familie wil meenemen, ondanks ze er redelijk dubieus uitzien. Theodor begrijpt nu wat Geiermeier bedoelde met de eerdere speech.

### 13. Kein Abschied ist für immer(Geen enkel afscheid is voor eeuwig)
Rüdiger is terug opgenomen in de familie. Ze maken zich klaar om te vertrekken, maar weten niet hoe ze hun kisten kunnen meenemen. Lumpi trommelt met een smoes enkele van zijn punkvrienden op. Het is trouwens ook Halloween, dus het valt niet op dat men door de stad trekt, verkleed als vampier en met kisten. Onderweg wordt de familie tegengehouden door Geiermeier die hen tracht uit te schakelen. Een alerte agent herkent Geiermeier als de ontsnapte krankzinnige, maar Geiermeier ontsnapt alweer. Anna, Rüdiger en Anton moeten afscheid nemen van elkaar. Uit dank krijgt Anton een flesje "vliegpoeder" met de melding dat hij het mogelijk zelf kan maken als hij er eens goed aan ruikt en de geuren tracht te herkennen. Anton gaat naar huis en vertelt zijn ouders dat zijn nieuwe vrienden noodgedwongen moesten verhuizen. Net voor het schip vertrekt, merkt Theodor plots op dat er een kist te veel is. Men ontdekt dat Geiermeier zich in deze kist heeft verstopt om de vampiers te kunnen volgen. Geiermeier erkent dat hij eigenlijk jaloers is op vampiers: zij hebben een eeuwig leven terwijl hij vroeg of laat zal sterven. Geiermeier geeft zich gewonnen en staakt zijn functie als vampierenjager. De volgende dag vindt Anton aan zijn raam een briefje van Rüdiger dat hij slechts op 1 dag vliegen van hem woont en ze elkaar toch nog kunnen zien. Diezelfde dag komt ook Teddy een bezoek brengen aan Anton. Om te bewijzen dat zijn verhalen wel degelijk waar zijn, strooit Anton vliegpoeder op de beddenlakens. Even later zweven Anton en Teddy op de lakens.

## Voornaamste verschillen met de boekenreeks
- In de boeken hebben Anton, zijn vader en ook zijn grootvader dezelfde naam: Anton Bohnsack.
- In de boeken is Lumpi de oudere broer van Rüdiger. In de serie is hij de zoon van tante Dorothee en dusdanig een neef van Rüdiger.
- Volgens de boeken is oom Theodor al gestorven lang voordat Rüdiger Anton ontmoette. Theodor werd toevallig betrapt door Geiermeier toen hij met de kaarten aan het spelen was op zijn kist. Geiermeier doodde toen Theodor. Na dat incident verhuisde de familie pas naar de ondergrondse crypte.
- Volgens de serie is oom Theodor de koning van de vampieren en Dorothee dusdanig koningin. In de boeken is Graaf Dracula de wereldwijde koning. De leidster van de Duitse vampiers is Elisabeth die Naschhafte die op het einde van de reeks wordt opgevolgd door Anna.
- In de serie wordt de crypte bewoond door Anna, Rüdiger, Lumpi, Dorothee en Theodor. In de boekenreeks is Theoder al gestorven. Verder wonen er de ouders van Rüdiger ("Ludwig der Fürchterliche" en "Hildegard die Durstige") en zijn grootouders ("Sabine die Schreckliche" en "Wilhelm der Wüste"). Later komt ook nog Fräulein Olga von Seifenschwein inwonen.
- In de serie gaat Lumpi 's avonds ook om met mensen, maar hij eet of drinkt nooit "menseneten". Gezien Lumpi een punker is, valt hij ook niet op als vampier in zijn menselijke vriendengroep. In de boeken is Lumpi de leider van een vampierenmannenclub.